# Strzałkowice (przystanek kolejowy)
Strzałkowice (ukr. Стрілковичі, ros. Стрелковичи) – przystanek kolejowy na granicy miejscowości Sambor i Strzałkowice, w rejonie samborskim, w obwodzie lwowskim, na Ukrainie.